# SunCommunications
SunCommunications — молдавская телекоммуникационная компания. Предоставляет услуги кабельного телевидения (с 1993 года), доступа в интернет, фиксированной телефонной связи. Была основана под названием «Eurocable», а позже, в конце 1990-х годов куплена и переименована в SunTV.

## История
Основание компании
Компания SunCommunications была основана в 1993 году в Молдове.
Основателями компании, по неподтверждённым данным, являются Ион Солтан и Виктор Мунтяну, которые начали с идеи создания кабельной сети телевидения.
Ранние годы компании
```
В первые годы своего существования SunCommunications сосредоточилась на развитии кабельного телевидения в Кишинёве.
```

В 1994 году компания запустила первый в регионе кабельный пакет, включавший локальные и международные каналы.
Расширение услуг (1990-е годы).
К концу 1990-х годов SunCommunications стала крупнейшим оператором кабельного телевидения в Молдове.
```
В 1998 году компания запустила собственные локальные телеканалы, начав производство оригинального контента.
```

Иинтернет-услуги.
В 2000 году SunCommunications вошла на рынок интернет-услуг, предложив высокоскоростной доступ в Интернет по кабельной сети.
Технологические инновации (2000-е годы).
```
В 2006 году компания перешла на цифровое телевещание, предлагая абонентам цифровые пакеты каналов.
SunCommunications стала первой в Молдове, предложившей HD-каналы своим клиентам в 2009 году.
```

Поглощение и партнерства.
В 2016 году компания Orange Moldova объявила о покупке Sun Communications.
После этого началась интеграция услуг кабельного телевидения, интернета и мобильной связи.
Современный этап
```
В 2020 году компания начала тестировать технологии 5G в рамках сотрудничества с Orange, что укрепило её лидерство в технологическом секторе Молдовы.
```

По состоянию на декабрь 2013 года предоставляет свои услуги в Кишинёве, Бельцах и Кагуле. Количество клиентов превышает 110 тысяч.

## Интернет
Компания предоставляет услуги интернета посредством коаксиального кабеля. Услуга интернета предоставляется под названием «SunInternet».
На конец 2012 года — 23 750 клиентов SunInternet, из них 21 713 в Кишинёве, 649 в Яловенах, 1 330 в Бельцах и 58 в Кагуле . С 1 октября 2013 предоставляет самый скоростной интернет в Кишинёве в многоэтажных домах до 150 мегабит. С 1 апреля скорость выросла до 300 мегабит.

## Важные даты
Важные даты для компании
```
1993 год – Основание компании.
```

```
1994 год – Запуск первого кабельного пакета.
```

```
2000 год – Старт интернет-услуг.
```

```
2006 год – Переход на цифровое вещание.
```

```
2009 год – Введение HD-каналов.
```

```
2016 год – Поглощение Orange Group.
```

```
2020 год – Тестирование 5G.
```

## Телевидение
В начале своей деятельности в 1997 году компания приобрела действовавшего тогда в Кишинёве оператора кабельного телевидения «Eurocable» и с тех пор стала предоставлять этот вид услуг под названием «SunTV».
В декабре 2007 года компания Sun Communications запустила новую услугу — кабельное цифровое телевидение под названием «SunTV Digital», став таким образом первой компаний на рынке Молдавии, предоставляющей услугу цифрового телевидения.

## Фиксированная связь
Предоставляет услуги фиксированной связи под названием «Sun Voice».